# Miami Beach Bowl 2014
Match suivant
Le Miami Beach Bowl 2014 était un match annuel de football américain de niveau universitaire joué après la saison régulière de 2014, le 20 décembre 2014 au Marlins Park de Miami en Floride.
Il s'agissait de la 1re édition du Miami Beach Bowl.
Le match a mis en présence les équipes de #25 Memphis Tigers issue de la American Athletic Conference et de BYU Cougars issue des Indépendants .
Il a débuté à 02:00 PM (heure locale) et a été retransmis en télévision sur ESPN.
#25 Memphis Tigers gagne le match sur le score de 55 à 48.

## Présentation du match
Le match a mis en présence l'équipe des Memphis Tigers issue de la American Athletic Conference à l'équipe  Indépendante des BYU Cougars.
Il s'agit de la 1re rencontre entre ces deux équipes.
| Équipes                                                                                            | Conférences | Entraîneurs       | Stats. saison rég. |
| -------------------------------------------------------------------------------------------------- | ----------- | ----------------- | ------------------ |
| #25 Tigers de Memphis                                                                              | AAC         | Justin Fuente     | 10-3               |
| Cougars de BYU                                                                                     | Ind.        | Bronco Mendenhall | 8-5                |
| Arbitre : Wayne Winkler (C-USA) Équipe donnée favorite par les bookmakers : Memphis (1,5 contre 1) |             |                   |                    |

### Memphis Tigers
Ils finissent la saison régulière 25e au classement du CFP et terminent 1er de la American Athletic Conference avec un bilan en conférence de 7 victoires et 1 défaites (co-champion de la conférence avec les équipes de Cincinnati et UCF).
Avec un bilan global de 9 victoires et 3 défaites, Memphis est donc éligible et accepte l'invitation pour participer au Miami Beach Bowl de 2014. 
Il s'agit du 2e bowl joué en Floride par l'équipe après le St. Petersburg Bowl de 2008 (défaite 14 à 41 contre les Bulls de South Florida). Il s'agit aussi du premier bowl rejoué par Memphis depuis cette défaite.

### BYU Cougars
Avec un bilan global de 8 victoires et 4 défaites, BYU est éligible et accepte l'invitation pour participer au Miami Beach Bowl de 2014,.
Ils font partie des Indépendants et se classent 1er de cette conférence avec le même bilan de Notre Dame et la Navy.
Il s'agit du 3e bowl joué en Floride par l'équipe après le Tangerine Bowl de 1976 (défaite 21 à 49 contre Oklahoma State) et le Citrus Bowl de 1985 (défaite 7 à 10 contre Ohio State).